# Скьётте, Йёрген Маттиас Христиан
Йёрген Маттиас Христиан Скьётте (дат. Jørgen Matthias Christian Schiødte; 20 апреля 1815, Копенгаген, Дания — 22 апреля 1884, Копенгаген, Дания) — датский энтомолог.

## Биография
Родился 20 апреля 1815 года в Христиансхавне (район Копенгагена). Был профессором и инспектором в музее Копенгагена. С 1870 года и до своей кончины возглавлял Naturhistorisk Tidsskrift. Скончался 22 апреля 1884 года в Копенгагене.

### Семья
- Жена — Мария Хеллманн (дат. Fylla (Maria) Hellmann)
  - Сын — Эрик Скьётте[дат.] (1849—1909) датский архитектор

### Комментарии
1. ↑  Фамилия передана в соответствии с правилами транскрипции. Во втором издании словаря Сальмонсена произношение фамилии указано как «Сьётте»[1], а в четвёртом — как «Шётте»[2]. Прапрадед учёного носил фамилию Скютте (дат. Skytte)[3].